# Wohn- und Wirtschaftsgebäude Möhlenhof 2
Das Wohn- und Wirtschaftsgebäude Möhlenhof 2 in Bassum-Hollwedel, 6 km nördlich vom Kernort Bassum entfernt, wurde im 19. Jahrhundert gebaut. Es wird heute (2023) als Wohnhaus genutzt.
Das Gebäude ist ein Baudenkmal in Bassum.

## Geschichte
Das giebelständige Hallenhaus in Fachwerk mit Steinausfachungen, reetgedecktem Krüppelwalmdach, Niedersachsengiebel Uhlenloch und Inschrift im Giebelbalken über der Grooten Door mit Korbbogen wurde 1802 gebaut. Das gleichmäßige enge Rasterfachwerk ohne sichtbare Diagonalen ist bemerkenswert.
Zum Anwesen gehören weitere Nebengebäude.